# Brock Lesnar

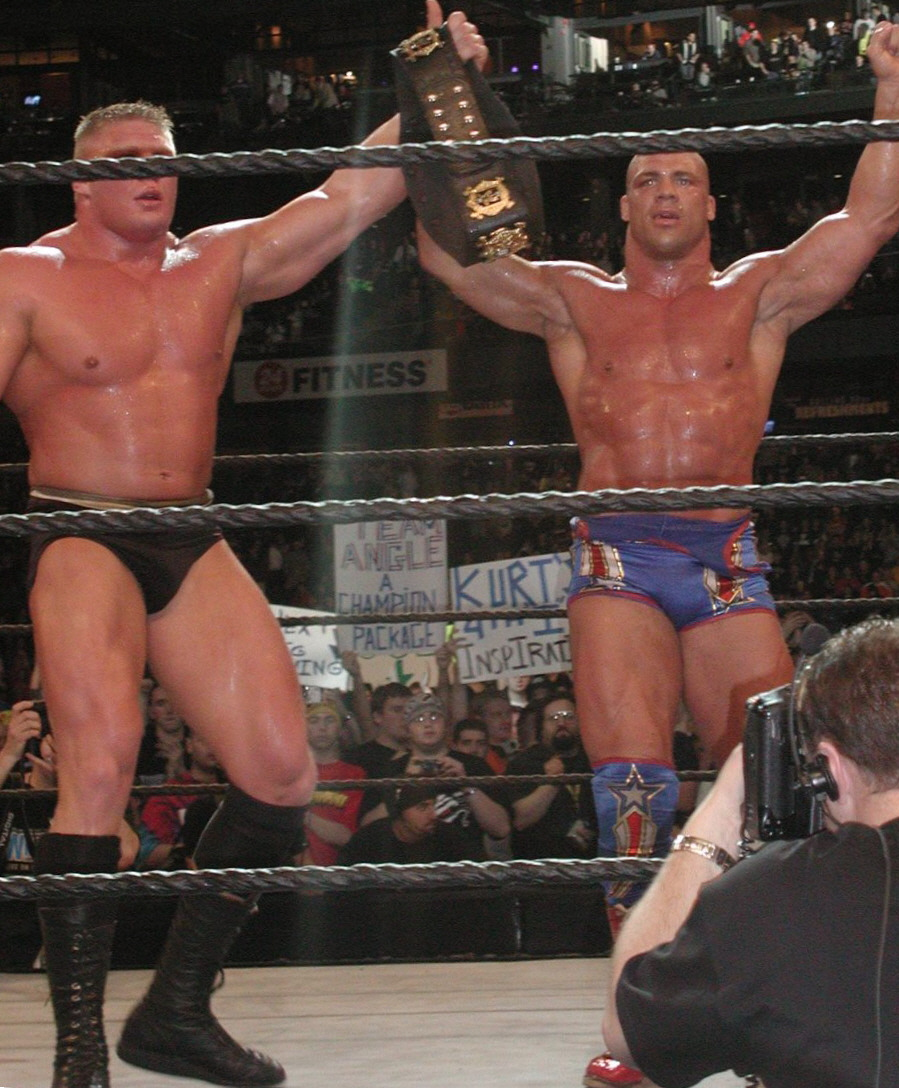
Brock és Kurt Angle, 2003-ban

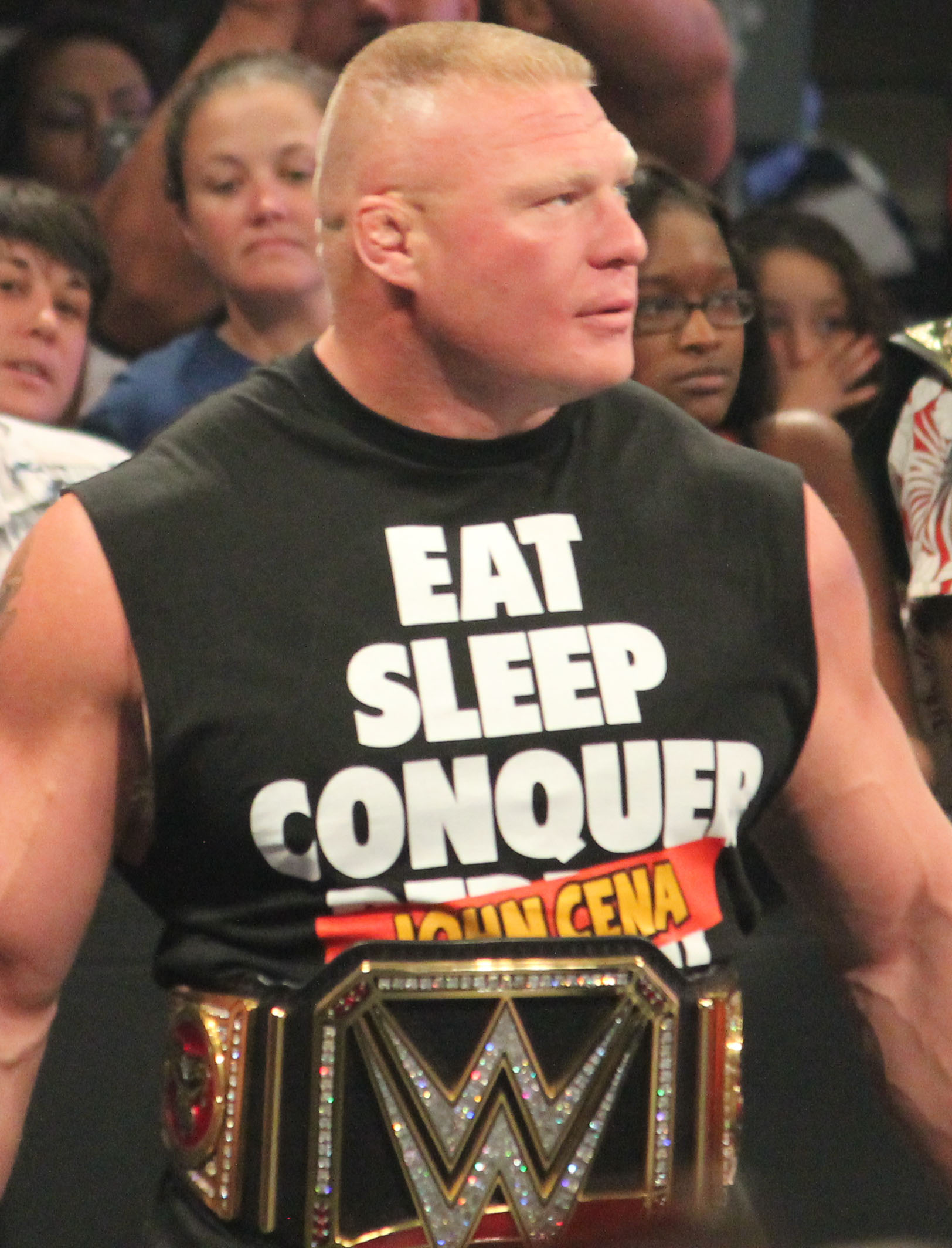
WWE bajnok, 2014

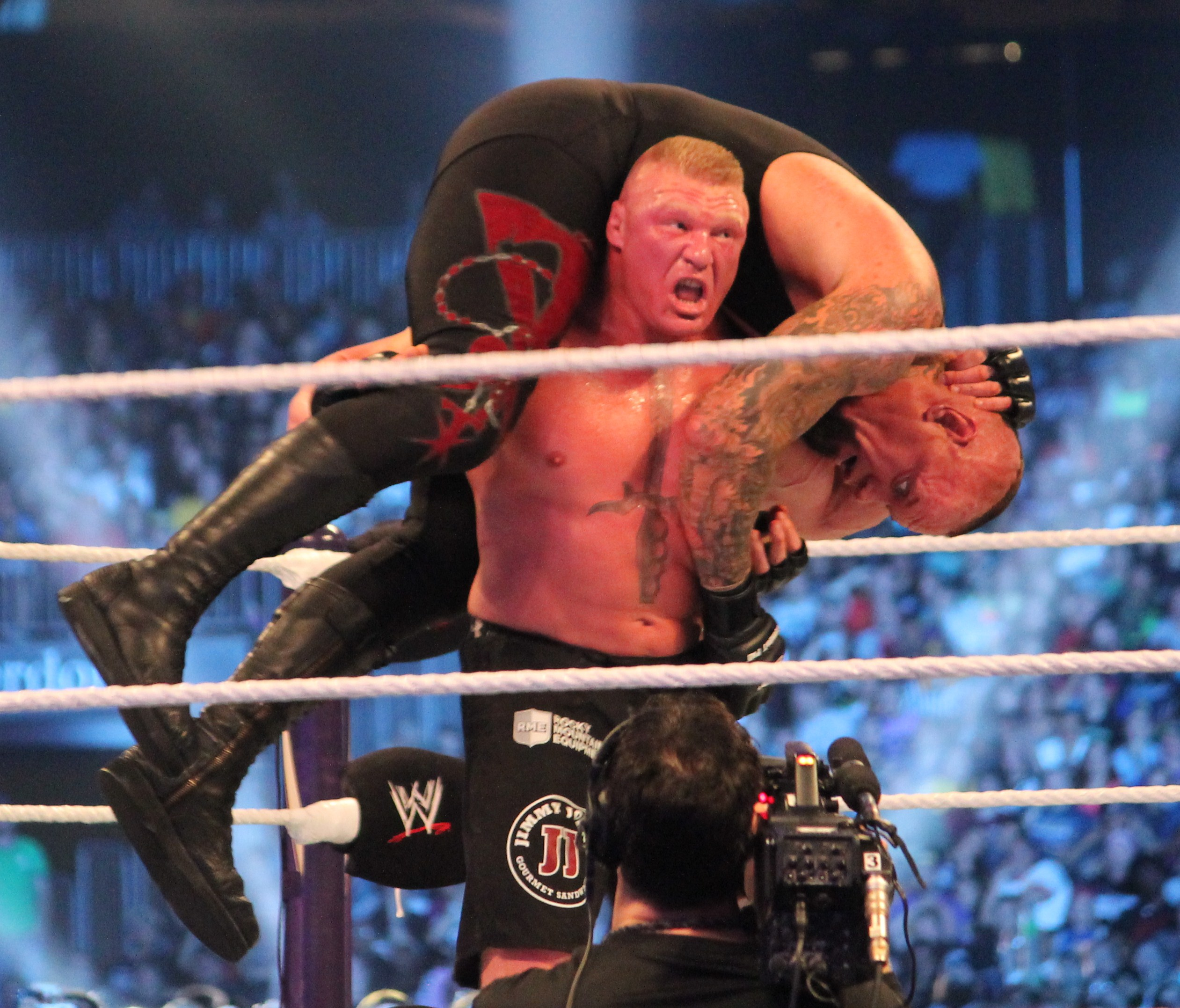
WM30-on F5 az Undertaker-nek

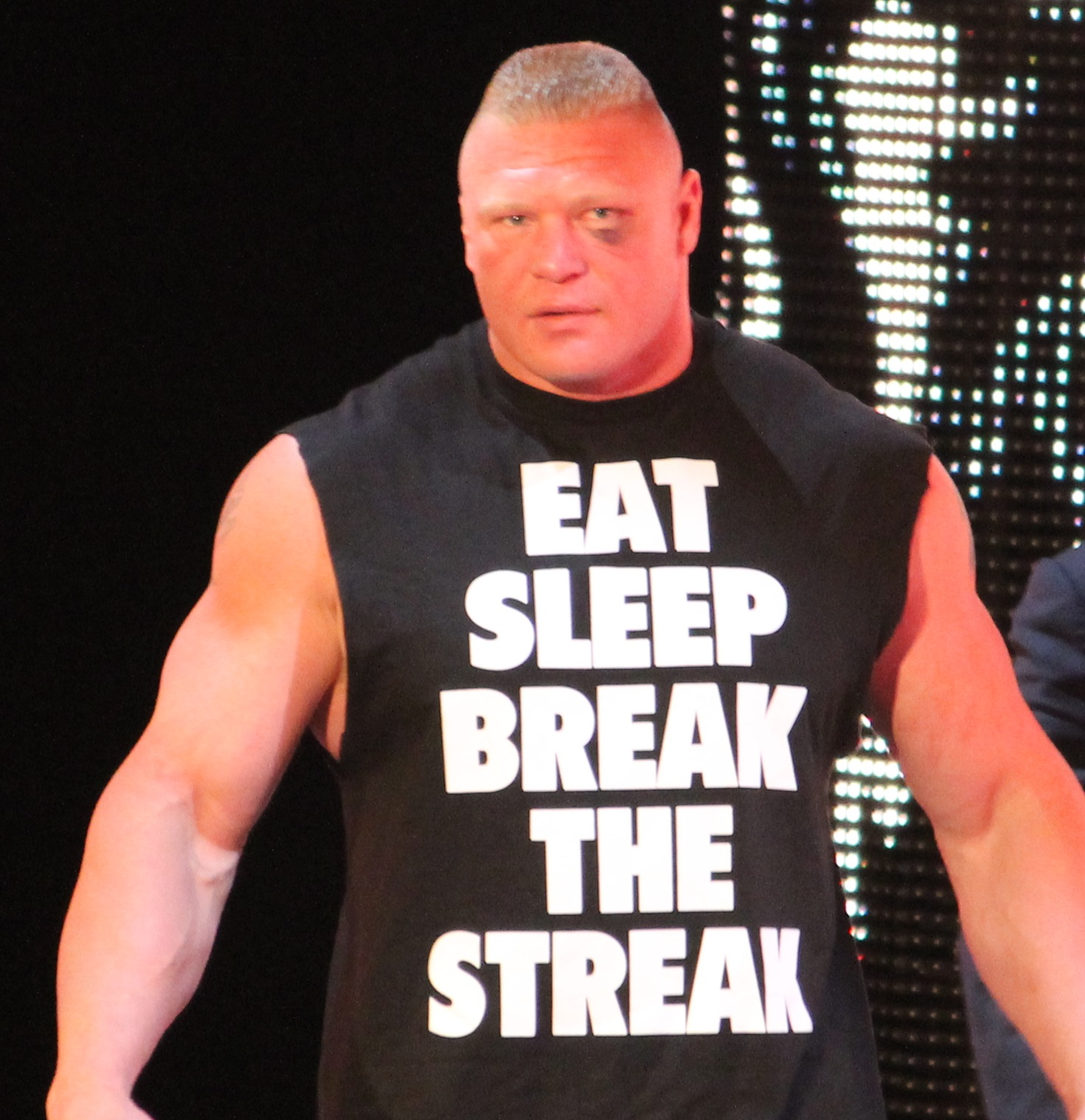
Lesnar a széria megtörése után, 2014

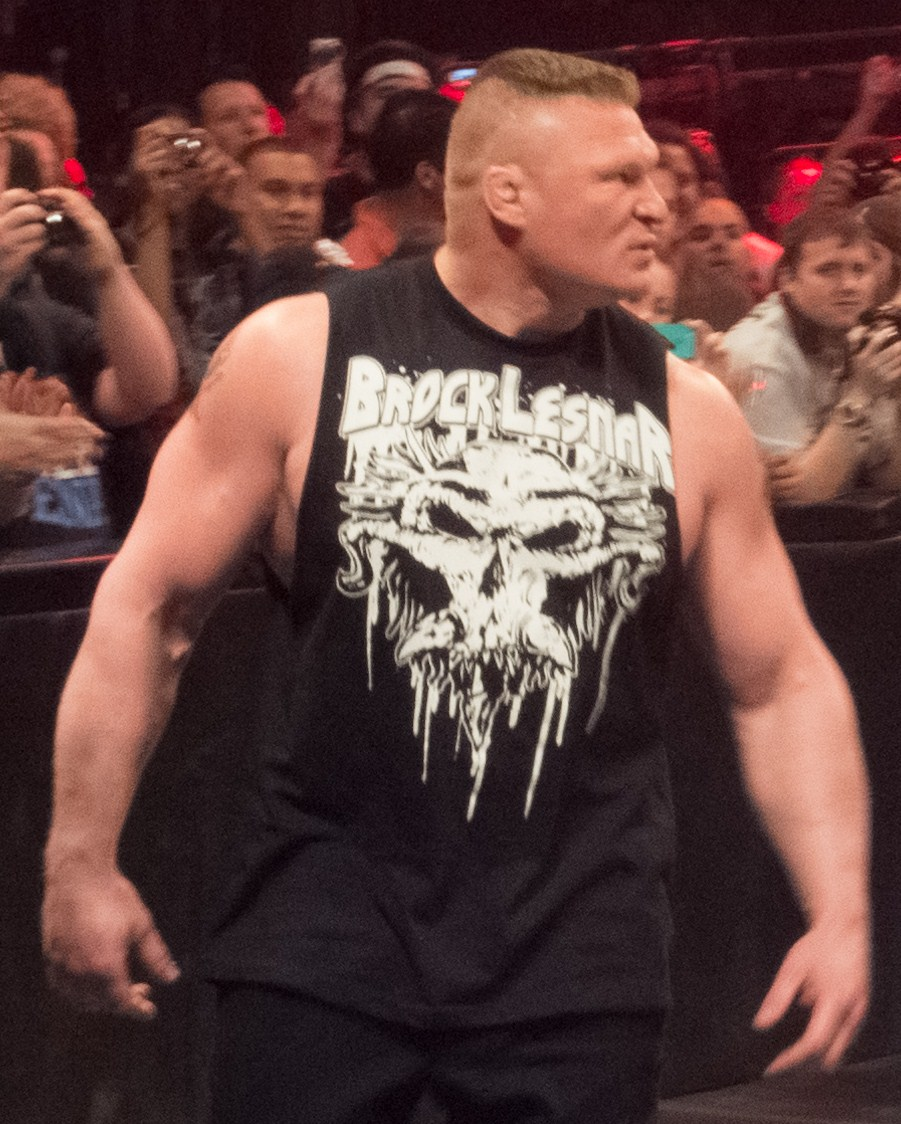
Lesnar 2012-ben

Brock Edward Lesnar (Webster 1977. július 12. –) amerikai pankrátor, és visszavonult profi vegyes harcművész. Lesnar korábban az UFC nehézsúlyú bajnoka illetve az NCAA Division I nehézsúlyú birkózó bajnoka volt. Emellett egyszeres IWGP nehézsúlyú bajnok és ötszörös WWE bajnok. A WrestleMania XXX-en megtörte az Undertaker szériáját. Jelenleg a WWE-vel van szerződésben.

## Profi pankrátor karrier

### Kezdetek (1998-2000)
Lesnar a Webster High School-ra járt iskolába, ahol az utolsó évében volt egy birkózó rekordja: 33-0-0. Ezt követően megnyeri a Bismarck State College-ben megrendezett Nemzeti Ifjúsági főiskolai birkózó bajnokságot. Ezután továbbtanul, és beiratkozik a University of Minnesota-ra. Itt szobatársa, majd későbbi edzője Shelton Benjamin lesz; majd 2000-ben, a végzős évében pedig megnyeri az NCAA Division I nehézsúlyú birkózó bajnokságot.

### World Wrestling Federation (2000-2002)
2000-ben, miután elvégezte a főiskolát, Lesnar szerződést kötött a World Wrestling Federation (WWF)-al. Az Ohio Valley Wrestling-hez küldték, ahol megismerkedett jövőbeli barátjával és menedzserével, Paul Heyman-el. Lesnar, és Shelton Benjamin itt közös csapatot alakít "The Minnesota Stretching Crew" nevén, majd az itt töltött 2 év alatt háromszor is megnyerik az Dél-OVW Tag Team bajnoki címet. Nem sokkal később Lesnart behívják a főcsapatba, és 2002. március 18-án debütál a WWF RAW televíziós adásában, ahol Paul Heyman kíséri a ringhez. Első mérkőzése után megkapja a "The Next Big Thing" nevet. Első viszálya a WWF-nél a The Hardy Boyz (Jeff Hardy és Matt Hardy) csapat ellen volt. Többször összecsap velük a Backlash-en és a Judgment Day-en is, azonban Brock megveri őket.

### WWE bajnok (2002–2004)
2002 júniusában Lesnar az utolsó fordulóban megveri Rob Van Dam-ot, és ezzel megnyeri a King of the Ring versenyt. Ezzel lehetősége nyíilik arra, hogy a Summerslam-en megszerezze a WWE Bajnoki övet. Ezt követően egy rövid viszályba kezd Hulk Hogan ellen (aki szerint Brock túl fiatal), majd 2002. augusztus 25-én, a SummerSlam-en összecsap The Rock-al. Megveri Rock-ot, így ő lesz az új WWE bajnok. (25 éves korában, 126 nappal a debütálása után, ami ekkor rekordnak számított.) Ezután a The Undertaker ellen kezd el egy feudot, majd össze is csapnak az Unforgiven rendezvényen. Kettős diszkvalifikációval Brock nyeri a mérkőzést, és megvédi a címét. 
Októberben, a No Mercy-n ismét összecsap ellene egy Hell in a Cell meccs keretén belül, ahol ismét sikerül győznie Brock-nak. 6 nappal később a Rebellion rendezvényen Edge ellen csap össze, de ezt is sikerül megnyernie. Lesnar következő ellenfele a Big Show lesz, majd novemberben a Survivor Seriesen össze is csapnak. Itt Brock veszít, az övet elbukja; emiatt pedig viszályba kezd Paul Heyman-el. Paul Heyman el is hagyja őt; a Bigh Show mellé szegődik. 
2003-ban a Royal Rumble-n ismét a Big Show ellen csap össze. A meccset ezúttal megnyeri, de mivel ez nem címmeccs volt, így az övet nem szerzi vissza. Ugyan ezen az estén bekapcsolódik a 30 emberes Royal Rumble meccsbe is, amit szintén megnyer. A következő hónapban, a No Way Out-ot összeáll Chris Benoit-al, majd "3 on 2 handicap" meccset vívnak a Team Angle (Kurt Angle, Shelton Benjamin és Charlie Haas) ellen. A meccset megnyerik, majd Brock ezt követően viszályba kezd Kurt Angle-el. Márciusban címmeccset vívnak a WrestleMania XIX-en, ahol Brock győzelmet arat, így újra ő lesz a WWE bajnok. A WrestleMania után John Cena ellen kerül összetűzésbe. Április végén összecsapnak a Backlash-en. Viszályuk véget ér, mivel Brock nyer. 
A következő SmackDown-ban újra a Big Show-al feudol, majd a Vengeance-n összecsap vele, és Kurt Angle-el egy "triple threat" meccsen. Kurt nyer, így Brock elbukja a bajnoki címet. 2003. augusztus 24-én, a SummerSlam-en rendezik meg a visszavágót, de ismét Kurt Angle nyer. 2003. szeptember 18-án, a SmackDown-ban egy 60 perces "Iron Man" meccsen ismét összecsapnak. Brock nyeri a mérkőzést 5:4 arányban, így az övet visszaszerzi. Ezután ismét az Undertaker-el feudol. A No Mercy-n csapnak össze, ahol Brock nyeri a mérkőzést. 2004-ben, a Royal Rumble-en legyőzi kihívóját, Hardcore Holly-t, így az övet megvédi. 2004. február 15-én a No Way Out-on Eddie Guerrero ellen csap össze, azonban a mérkőzést, s vele együtt a bajnoki címet ismét elbukja. Ezután Goldberggel kezd el egy feudot, ami a WrestleMania XX-en teljesedik ki. Egy kiegyenlített meccsen (Stone Cold Steve Austin vendégbíró vezetésével) Goldberg nyer. Ezt követően szerződése lejár, majd a National Football League (NFL)-hez igazol.

### NFL és NJPW (2004-2007)
A WWE elhagyása után 1 évig amerikai focizott a Minnesota Vikings csapatában, majd újra visszatért a ringhez. 2005. október 8-án megnyeri az IWGP nehézsúlyú bajnoki címet Kazuyuki Fujita és Masahiro Chono ellen a New Japan Pro Wrestling (NJPW)-nél; majd 2006 januárjában sikeresen megvédi Shinsuke Nakamura, májusban pedig Giant Bernard ellen. 2006. július 15-én a New Japan Pro Wrestling megfosztotta Lesnar-t bajnoki címétől "vízum kérdések" miatt; azonban Lesnar a fizikai IWGP bajnoki övvel tovább rendelkezett, egészen 2007. június végéig.

### UFC (2008-2011)
2008. február 2-án debütált az UFC 81: Breaking Point rendezvényen. Itt a korábbi UFC nehézsúlyú bajnok, Frank Mir-el nézett szembe, de kikapott tőle az első fordulóban, 1 perc 30 másodperc alatt. Augusztusban, az UFC 87-en Heath Herring ellen csapott össze, akit megvert. 2008. november 15-én, az UFC91-en Randy Couture volt az ellenfele. Lesnar legyőzte őt technikai KO-val, s ezzel elnyerte az UFC nehézsúlyú bajnoki címét. Az UFC 98-on Frank Mir-el vívott volna címmeccset, azonban Mir térdsérülése miatt a meccset elhalasztották. 2009. július 11-én az UFC 100-on azonban összecsaptak, ahol Lesnar technikai KO-val megnyerte a meccset. Ezt követően, az UFC 106-on Shane Carwin-al nézett volna szembe, ám ezúttal Lesnar betegsége miatt halasztották el a mérkőzést. 
Később kiderült, hogy Lesnar mononukleózisban szenved, valamint bélrendszeri betegsége is van, ezért november 16-án megműtötték. Időközben az UFC 111-en Carwin legyőzte Mir-t, s ezzel Carwin lett az új ideiglenes bajnok. 2010. július 3-án, az UFC 116-on a két bajnok szembenézett egymással: Brock és Carwin. Lesnar győzött, így ő lett az UFC vitathatatlan nehézsúlyú bajnoka. Következő címmeccse októberben, az UFC 121-en volt. Az első menetben Cain Velasquez legyőzte őt egy TKO-val, így Brock elbukta a bajnoki címet. 2011 januárjától a "The Ultimate Fighter 13" edzőjeként tevékenykedik, majd májusban ismét megműtik. 2011 nyarán bejelenti, hogy újra egészséges és készen áll a harcra. Decemberben, az UFC 141-en összecsap Alistair Overeem ellen, azonban az első menetben kikap tőle egy TKO-val. A vereségbe beletörődik, majd bejelenti visszavonulását az MMA világából. Lesnar visszatért volna az oktogonba, de megbukott doppingteszten. A UFC 200-on visszatért Mark Hunt ellen, akit legyőzött KO-val.

### Újra a WWE-ben (2012-2013)
Gonosz "heel" karakterként tér vissza 2012. április 2-án, a RAW-on, majd kioszt egy F5-öt John Cena-nak. Ezzel egy feud vette kezdetét. Áprilisban az Extreme Rules-en össze is csapnak, ahol végül Cena nyer. A következő RAW-on Triple H közli vele, hogy a szerződése érvénytelen, ezért újat ajánl neki. Brock erre megtámadta Triple H-t, majd a történet szerint a "kimura lock" mozdulatával eltörte a karját; s ezzel egy új viszály vette kezdetét. Triple H júniusban tér vissza, majd kihívja Brock-ot a SummerSlam-re. Paul Heyman először visszautasítja a kihívást, majd a RAW 1000. adásán végül elfogadja. Augusztusban a SummerSlam-en tehát összecsapnak, ahol ismét Brock nyer, és ismét eltöri Triple H karját. Ezután Brock egy rövid időre eltűnik, és majd csak 2013. január 28-án tér vissza a RAW-ra, ahol megtámadja Vince McMahon-t. A február 25-i RAW-on ismét megpróbálta megtámadni McMahon-t, azonban Triple H visszatér, és megakadályozza ezt. A következő héten Triple H kihívja Lesnart egy visszavágóra a WrestleMania 29-re. Lesnar csak azzal a feltétellel fogadja el, hogy a meccsre ő választja meg a kikötést. 
Később kiderül, hogy ez a kikötés nem más, mint Triple H karrierje; és ha veszít, akkor soha többé nem léphet ringbe. 2013. április 7-én tehát összecsapnak a WrestleMania 29-en, ahol végül Triple H-nak sikerül nyernie. 2013. május 19-én rendezték meg a visszavágót az Extreme Rules rendezvényen, egy "steel cage" meccs keretein belül. Paul Heyman beavatkozott a meccs végén egy övön aluli ütéssel, s így Brock nyert. Ezt követően CM Punk ellen keveredett viszályba. Augusztusban a SummerSlam-en összecsapnak egy diszkvalifikáció nélküli meccsen, amit végül Brock nyer meg, majd egy rövid időre ismét eltűnik. 2013. december 30-án tér vissza, ahol Mark Henry-t helyben hagyja. Ezt követően a Big Show-al kerül viszályba. Januárban a Royal Rumble-n csapnak össze, ahol Brock ismét győz. Lesnar legújabb ellenfele ezután nem más lesz, mint az Undertaker. 2014. április 6-án csapnak össze a WrestleMania XXX-en, amit meglepetésre Brock megnyer. A nézők ledöbbennek, Brock megtöri az Undertaker szériáját (21 győzelem, s ezzel 1 vereség), ami eddig soha senkinek nem sikerült.

### WWE bajnok (2014-2015)
2014. augusztus 17-én, a SummerSlam-en címmeccset vív John Cena ellen. Sikerül nyernie, így ő lesz az új WWE nehézsúlyú világbajnok. A mérkőzés alatt 16db suplex-et, és 2db F5-öt osztott ki Cena-nak. (A későbbiekben emiatt kapja a "Suplex-city" becenevet.) A visszavágót a Night of Champions-on rendezték meg. Seth Rollins beavatkozik, így diszkvalifikáció miatt Cena nyer, ám az öv Lesnar-nál marad. December 15-i RAW-on viszályba kezd Chris Jericho-val, majd 2015. január 25-én, a Royal Rumble-n összecsap Seth Rollins és John Cena ellen egy "triple threat" meccsen. Sikerül megnyernie, így megvédi a címét. 2015. március 29-én, a WrestleMania 31-en Roman Reigns ellen csap össze. Lesnar elbukja a bajnoki címet, mivel a meccs végén megérkezik Seth Rollins, és beváltja a "Money in the Bank" táskáját. 
A következő RAW-on Lesnar megtámadta a kommentátorokat (Booker T, JBL, Michael Cole)-t és egy operatőrt, amikor Rollins visszautasította az azonnali visszavágót. Emiatt Stephanie McMahon (a történet szerint) felfüggeszti őt egy rövid időre. Június 15-én tér vissza a RAW-on, majd július 19-én, a Battleground-on elérkezik a visszavágó ideje. Az Undertaker azonban beavatkozik a mérkőzésbe (a WrestleMania XXX-en történt vereség miatt), ezért a meccset lefújják. Így ugyan Brock nyer diszkvalifikációval, de a bajnoki címet nem szerezte vissza. Ennek eredményeképp augusztus 23-án, a SummerSlam-en összecsaptak egymással, ám az Undertaker legyőzte őt. Októberben, a Hell in a Cell-el rendezték meg a visszavágót, ahol Brock nyert. Kis szünet után december 19-én tért vissza, majd megtámadta Alberto Del Rio-t, az országos bajnokot.

### UFC és különböző viszályok (2016-)
2016 januárjában többször megtámadta Roman Reigns-t és Dean Ambrose-t. Ambrose emiatt kihívta Lesnart egy Street Fight mérkőzésre a WrestleMania 32-n, de Lesnar legyőzte őt. Július 7-én a SmackDown-ban bejelentették, hogy Lesnarnak Randy Orton-al kell szembenéznie a SummerSlam-en, aki maga is éppen akkor tért vissza sérüléséből. Két nappal később, július 9-én Lesnar részt vett az UFC 200 eseményen, ahol Mark Hunt ellen lépett szorítóba. Ezt egyértelmű pontozással meg is nyerte (29-27, 29-27, 29-27), azonban később, a dopping teszten pozitív eredményt ért el. Augusztusban a SummerSlam-en Lesnar legyőzte Ortont technikai kiütéssel. Orton a mérkőzésen fejsérülést szenvedett, illetve Lesnar Shane McMahon-t is megtámadta, ezért -a történet szerint- $500 dollárra bírságolták. Október 10-i RAW-on Paul Heyman kritizálta majd kihívta Goldberg-et Lesnar nevében. Heyman kijelentette, hogy Goldberg volt az egyetlen gondja Lasnarnak WWE karrierje során, amikor Goldberg legyőzte őt a 2004-es WrestleMania XX-en. Október 17-én Goldberg visszatért a WWE-be tizenkét év kihagyás után, és elfogadta Lesnar kihívását. November 20-án a Survivor Series-en Goldberg legyőzte Lesnart. Heyman elismerte, hogy alábecsülték Goldberg-et, és mivel ő részt vesz a Royal Rumble-n, ezt Lesnar sem hagyhatja ki. Itt ismét vereséget szenved, de április 2-án, a WrestleMania 33-on revansot vesz, és legyőzi Goldberget, s vele együtt elnyeri az Universal bajnoki címet.

## Mozdulatai
- F5
- Kimura lock (Kimura fogás)
- Suplex City (Suplex variációk: Dragon, German, Fisherman, Pumphandle és a Superplex.)
- Brock Lock (2002-2004)
- Shooting Star Press (2002-2004)

## Bevonuló zenéi
- "Enter Sandman" előadó: Metallica (UFC)
- "Nickel Size Hail (And the Damaging Winds)" előadó: Sunny Ledfurd (UFC)
- "Shout at the Devil" előadó: Mötley Crüe (UFC)
- "Enforcer" előadó: Jim Johnston (2002. április 8. – 2002. június 3. között) (WWE)
- "Next Big Thing" előadó: Jim Johnston (2002. június 10. – 2004. március 14.; 2012. április 2.–2012. augusztus 20. között) (WWE)
- "Next Big Thing (Remix)" előadó: Jim Johnston (2013, január 28.– napjainkig) (WWE)

## Eredményei
Guinness Világrekord
- Legfiatalabb WWE Bajnok (25 évesen)

New Japan Pro Wrestling
- IWGP Heavyweight Champion (1x)

Ohio Valley Wrestling
- OVW Southern Tag Team Champion (3x) – Csapattársa: Shelton Benjamin

WWE/World Wrestling Entertainment
- WWE Championship (6x)
  - 2002.08.25.: Legyőzte The Rock-ot a SummerSlam-en.
  - 2003.03.30.: Legyőzte Kurt Angle-t a WrestleMania XIX-en.
  - 2003.09.16.: Legyőzte Kurt Angle-t a SmackDown adásán egy 60 perces Iron Man meccsen.
  - 2014.08.17.: Legyőzte John Cena-t a SummerSlam-en.
  - 2019.10.04.: Legyőzte Kofi Kingston-t a SmackDown adásán.
  - 2021.01.01. : Egy Fatal 5-Way Match-en hódította el a címet, az aktuális bajnokot, Big E-t két vállra fektetve.
- WWE Universal Championship (3x)
  - 2017.04.02.: Legyőzte Goldberg-et a WrestleMania 33-on.
  - 2018.11.02.: Legyőzte Braun Strowman-t a Crown Jewel-en.
  - 2019.07.14.: Beváltja a Money In The Bank táskát Seth Rollins ellen Extreme Rules-on.
- King of the Ring győzelem (2002)
- Royal Rumble győzelem (2003, 2022)

Slammy-díjak (5x)
- Az év legsokkolóbb pillanata (2014) – Az Undertaker szériájának megtörése a WrestleMania XXX-en.
- Az év hashtag-je (2015) – #SuplexCity
- Az év rivalizálása (2015) – Az Undertaker-el
- Az év meccse (2015) – Az Undertaker-el a Hell in a Cell-en.
- Az év legmegdöbbentőbb pillanata (2015) – "Suplex City" a WrestleMania 31-en.

Egyéb díjak
- A legjobb birkózó manőver (2002) – F5
- Az év viszálya (2003) – Kurt Angle-el.
- Az év meccse (2003) – Kurt Angle-el egy Iron Man meccs szeptember 16-án, a SmackDown-ban.
- A legtöbbet fejlődött pankrátor (2002, 2003)
- Wrestling Observer Newsletter hírességek csarnoka (2015)
- PWI közönség rangsor szerint az 1. helyet érte el az 500-ból. (2003, 2015)

## Magánélete
Lesnar Webster-ben (Dél-Dakota) nőtt fel egy farmon, majd 17 évesen beállt a Nemzeti Gárdához. 2001 januárjában Lesnar-t letartóztatta a Louisville rendőrség nagy mennyiségű anabolikus szteroidok birtoklása miatt. A vádakat ejtették, amikor kiderült, hogy az anyag legális növekedési hormon volt. Első menyasszonyától, Nicole-tól született meg első gyermeke, Mya Lynn (2002.április 10-én). Nicole-t később elhagyta, majd Rena "Sable" Mero-val kezdett el járni, aki WWE díva volt. 2006. május 6-án összeházasodtak, majd 2 gyermekük született: Turk (2009) és Duke (2010). Lesnar-nak két bátyja van (Troy és Chad), és egy húga (Brandi Nichol). Brock lelkes rajongója a vadászatnak. Gyakran vadászik bátyjával, Chad-el és unokaöccsével, Beau-val (Chad fia).

## További információ
- WWE Top 10 teljesítmény Brock Lesnartól (youtube)
- WWE Top 10 fájdalmas jelenet Brock Lesnartól (youtube)

## Fordítás
Ez a szócikk részben vagy egészben  a   Brock_Lesnar című angol Wikipédia-szócikk fordításán alapul.  Az eredeti cikk szerkesztőit annak laptörténete sorolja fel. Ez a jelzés csupán a megfogalmazás eredetét és a szerzői jogokat jelzi, nem szolgál a cikkben szereplő információk forrásmegjelöléseként.